# Alan Cumming
Alan Cumming (født 27. januar 1965 i Skotland) er en skotsk scene-, tv- og filmskuespiller, sanger, komiker, instruktør, producer og forfatter, der har både har haft teater- og filmroller. Hans roller har blandt andet været Emcee i Cabaret, Boris Grishenko i GoldenEye, Kurt Wagner/Nightcrawler i X-Men 2, Mr. Elton i Emma, og Fegan Floop i Spy Kids-trilogien.
Han har sit eget parfumemærke Cumming: The Fragrance.

## Filmografi

### Som skuespiller
- Burlesque (2010) – Alexis
- Riverworld (2010) – Judas Caretaker
- Jackboots on Whitehall (2010) (stemme) – Hitler
- The Tempest (2010) – Sebastian
- Dare (2009) – Grant Matson
- It's Complicated (2009) –
- Boogie Woogie (2009) – Dewey
- Suffering Man's Charity (2007) – John Vandermark
- Gray Matters (2007) – Gordy
- Full Grown Men (2006) – The Hitchhiker
- Sweet Land (2005) – Young Frandsen
- Neverwas (2005) – Jake
- Ripley Under Ground (2005) – Jeff Constant
- Reefer Madness (2005) – Lecturer / Goat-Man / FDR
- Son of the Mask (2005) – Loki
- Eighteen (2005) – Father Chris
- Garfield (2004) (stem) – Persnikitty
- Spy Kids 3-D: Game Over (2003) – Fegan Floop
- X-Men 2 (2003) – Kurt Wagner / Nightcrawler
- Nicholas Nickleby (2002) – Mr. Folair
- Spy Kids 2: Island Of Lost Dreams (2002) – Fegan Floop
- Spy Kids (2001) – Fegan Floop
- Josie and the Pussycats (2001) – Wyatt Frame
- Investigating Sex (2001) – Sevy
- The Anniversary Party (2001) – Joe Therrian
- Get Carter (2000) – Jeremy Kinnear
- Company Man (2000) – Gen. Batista
- The Flintstones i Viva Rock Vegas (2000) – Gazoo / Mick Jagged
- Urbania (2000) – Brett
- Annie (1999) – Daniel Francis "Rooster" Hannigan
- Eyes Wide Shut (1999) – Hotel Desk Clerk
- Plunkett & Macleane (1999) – Lord Rochester
- Titus (1999) – Saturninus
- Buddy (1997) – Dick Croner
- Spice World (1997) – Piers
- Romy and Michele's High School Reunion (1997) – Sandy Frink
- Emma (1996) – Mr. Elton
- GoldenEye (1995) – Boris Grishenko
- Circle of Friends (1995) – Sean Walsh
- Black Beauty (1994) (stem) – Black Beauty
- Second Best (1994) – Bernard
- Micky Love (1993) – Greg Deane
- Prague (1992) – Alexander Novak
- Bernard and the Genie (1991) – Bernard Bottle

### Som instruktør
- Suffering Man's Charity (2007)
- The Anniversary Party (2000)
- Burn Your Phone (1996)
- Butter (1994)

### Som co-producer
- Suffering Man's Charity (2007) (executive producer)
- Full Grown Men (2006) (co-producer)
- Sweet Land (2005) (producer)
- The Anniversary Party (2000) (producer)

### Som manuskriptforfatter
- The Anniversary Party (2000)
- Butter (1994)